# 察汗诺站
察汗诺站位于青海省海西蒙古族藏族自治州乌兰县铜普镇察汗诺牧委会，是青藏铁路和茶卡铁路的一座车站，距离西宁站368公里，于1979年启用，现由中国铁路青藏集团有限公司营运。车站现为四等站，承担货运业务。

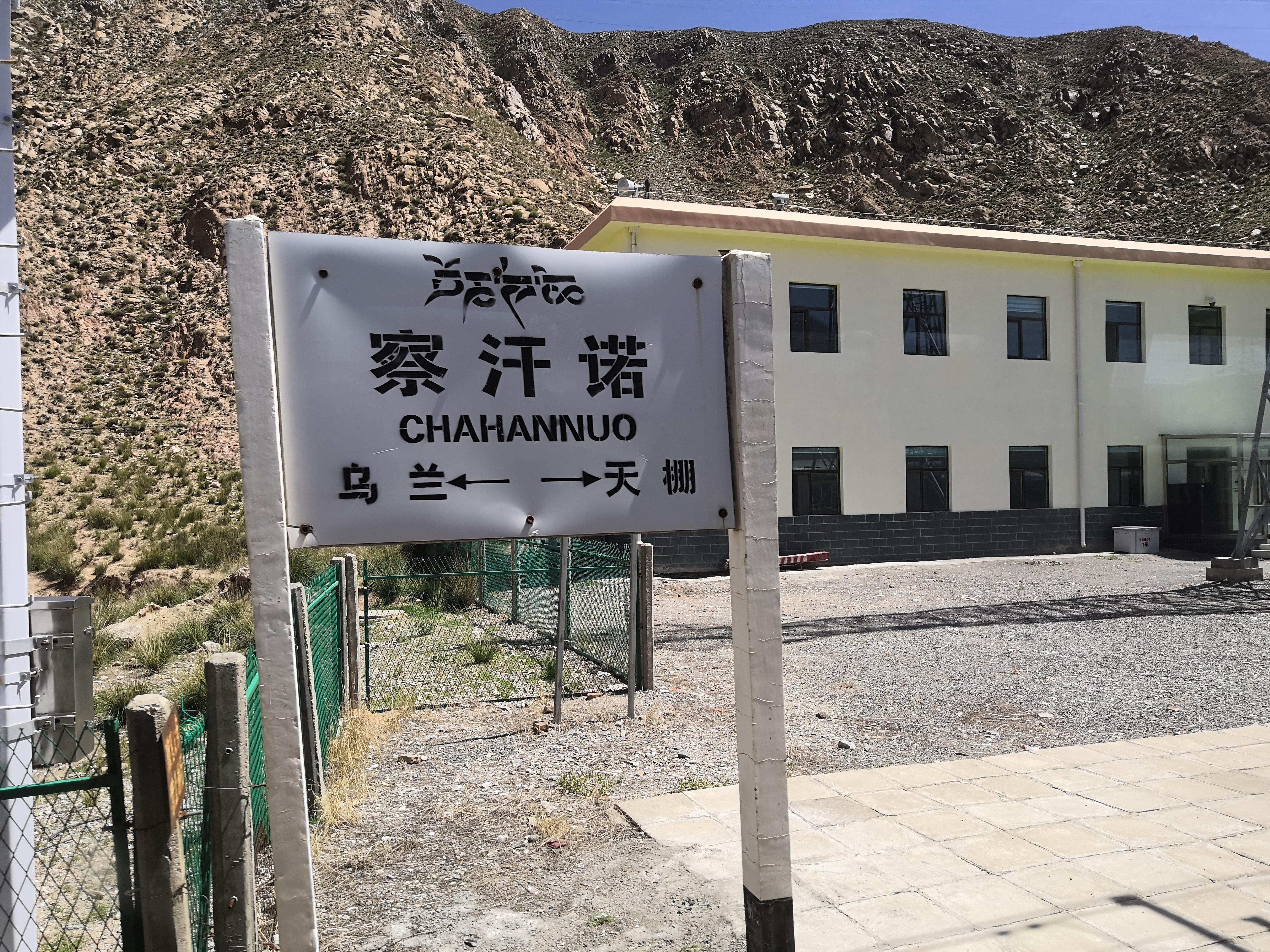
2020年，列车上抓拍的察汗诺站站牌

“察汗诺”这一地名为“白色的湖泊”之意。